# Seyit Kırmızı
Seyit Kırmızı (Konya, 22 de febrer de 1950) és un ciclista olímpic turc. Va representar Turquia als Jocs Olímpics d'Estiu de 1972. Com molts altres ciclistes turcs, ve de Konya, una ciutat que és molt adequada per al ciclisme gràcies a la seva topografia, a la Regió d'Anatòlia Central. Allí, Kırmızı ha treballat com a entrenador de ciclisme de la província fins al 1991, després de retirar-se de la seva vida activa com a esportista.